# サウス・ロナルドセー島

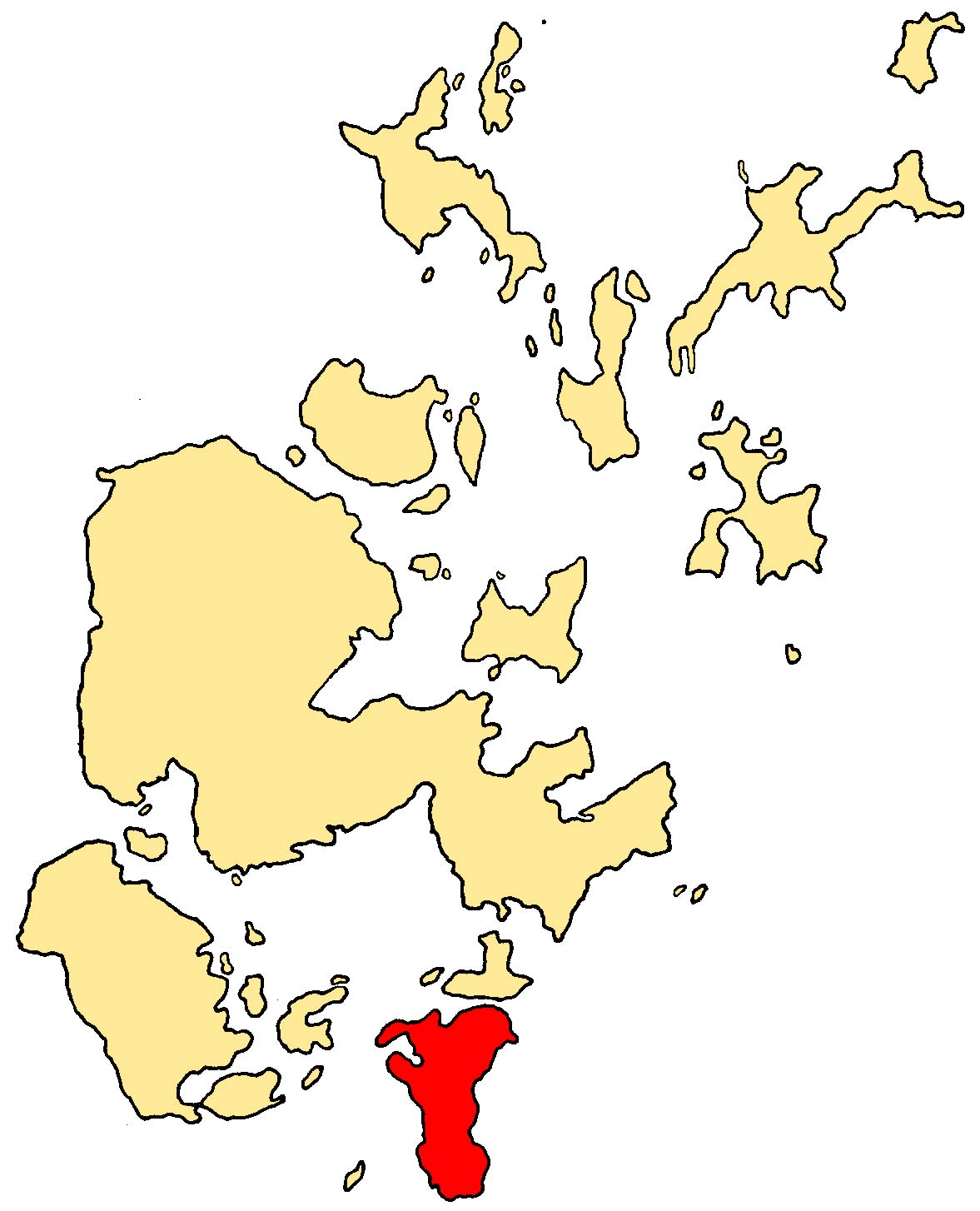
サウス・ロナルドセー島の位置

サウス・ロナルドセー島 （South Ronaldsay、古ノルド語:Rognvaldsey）は、スコットランド、オークニー諸島の島。チャーチル・バリアーズによってメインランド島とつながっている。本土のジョン・オ・グローツから、シェトランド諸島のバーウィックからフェリーで行ける。人口854人（2001年）。
中世のスコットランド女王、マーガレットが本土の土を踏むことなく急死した地とされている。